# Union des églises évangéliques libres en Allemagne
L’Union des églises évangéliques libres en Allemagne (allemand : Bund Evangelisch-Freikirchlicher Gemeinden in Deutschland) est une association chrétienne évangélique d'églises baptistes en Allemagne.  Elle est affiliée à l’Alliance baptiste mondiale. Son siège est situé à Wustermark. 

## Histoire

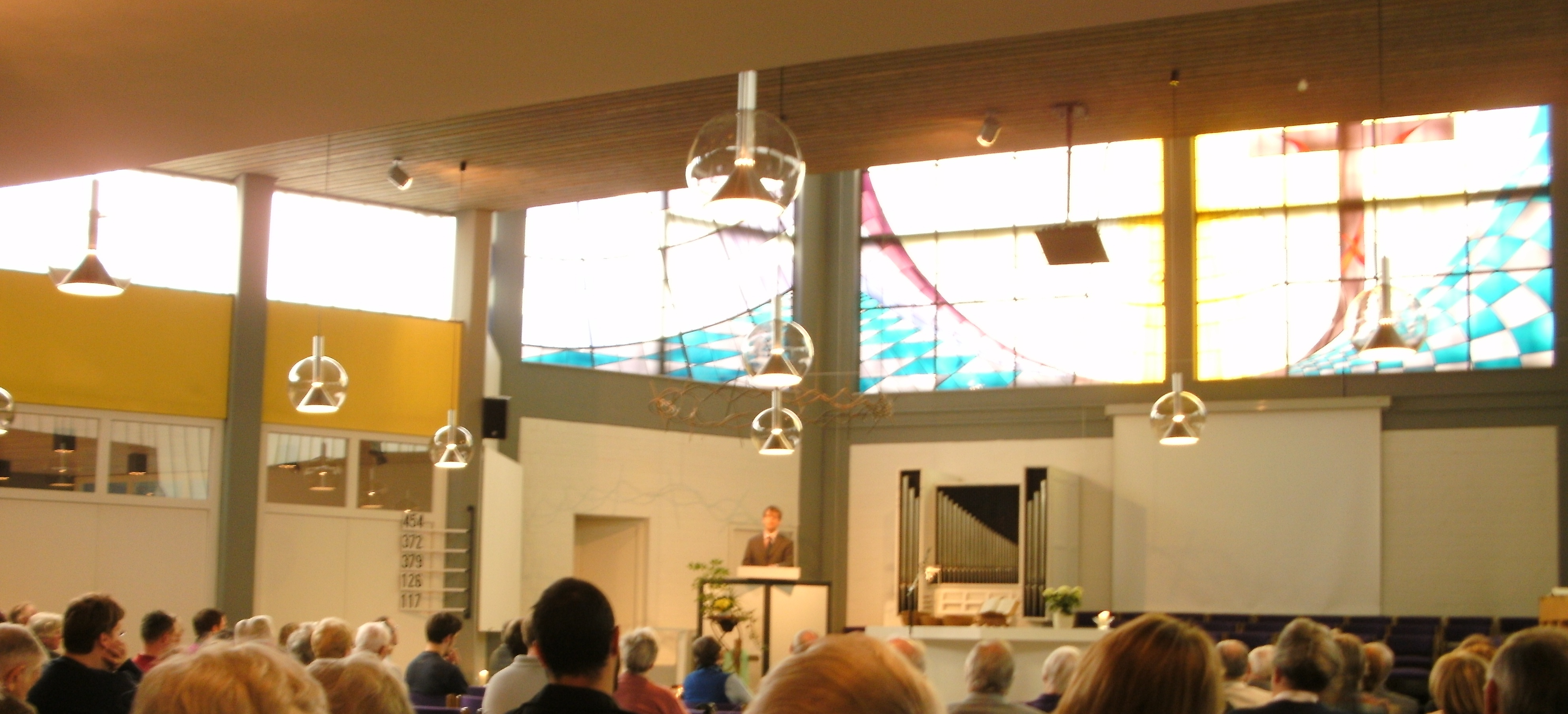
Service à l’Église de la Croix de Hambourg.

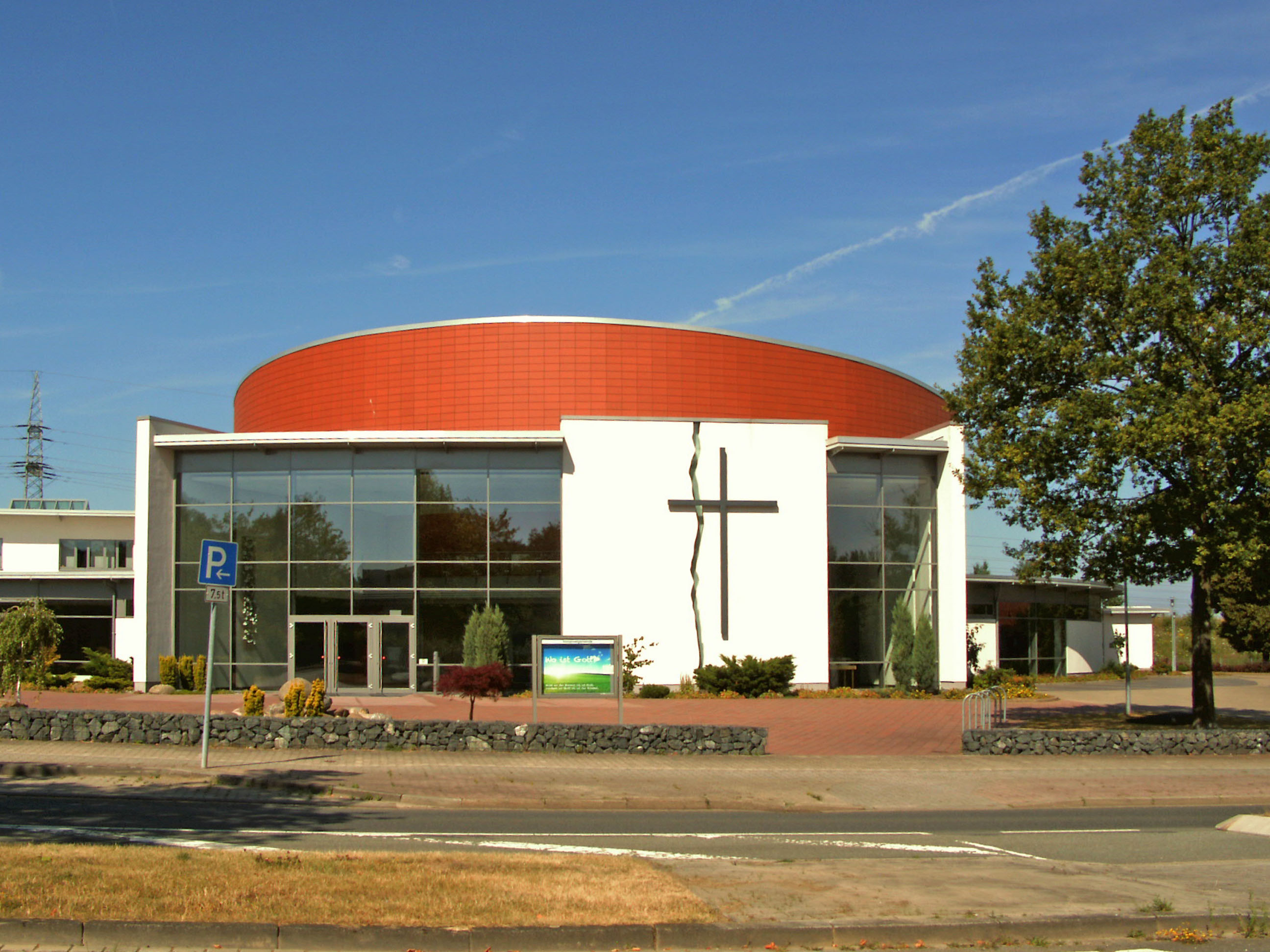
Bâtiment de l'Église baptiste Emmanuel de Wolfsburg, affiliée à l’Union.

L’Union des églises évangéliques libres en Allemagne a ses origines dans la première église baptiste à Hambourg, fondée par le missionnaire allemand Johann Gerhard Oncken en 1834. Elle est officiellement fondée en 1849 sous le nom de Fédération des communautés chrétiennes baptisées en Allemagne et au Danemark . En 1941, l'Union des chrétiens libres a fusionné avec la Fédération pour former l'Union des églises évangéliques libres en Allemagne . En 1992, l’ordination des femmes pasteures a été autorisée dans la Convention. Selon un recensement de l’association, en 2023 elle disait avoir 786 églises et 75,767 membres.

## Organisation missionnaire
La convention a une organisation missionnaire, EBM International .

## Programmes sociaux
Elle a une organisation humanitaire, German Baptist Aid .

## Écoles
Elle compte un institut de théologie affilié, le Collège théologique Elstal à Wustermark fondé en 1880.